# Ralph Tschudi
Ralph Tschudi (Oslo, 26 de fevereiro de 1890 — 11 de outubro de 1975) foi um velejador norueguês, medalhista olímpico. Ele competiu nos Jogos Olímpicos de Verão de 1920 na classe 8 Metre e conquistou a medalha de prata na disputa realizada segundo as regras de 1919 a bordo do Lyn com Jens Salvesen, Finn Schiander, Lauritz Schmidt e Nils Thomas.
Tschudi teve formação comercial e a partir de 1909 trabalhou em várias empresas na Alemanha e no Reino Unido. Depois de retornar à Noruega, ele assumiu um cargo administrativo na empresa de seu pai. Após sua morte em 1914, Tschudi vendeu a propriedade da empresa e liquidou a empresa. Mais tarde, ele próprio negociou imóveis.